# Oceanografia per satèl·lit
L'oceanografia per satèl·lit és una especialitat dins de l'oceanografia centrada en la utilització dels satèl·lits d'observació de la Terra per observar els oceans.
La teledetecció en oceanografia és una tècnica d'observació àmpliament utilitzada que permet als investigadors adquirir dades d'una ubicació sense mesurar físicament en aquesta ubicació. La teledetecció en oceanografia es refereix principalment a mesurar les propietats de la superfície de l'oceà amb sensors en satèl·lits o avions, que componen una imatge de la radiació electromagnètica capturada. Un instrument de teledetecció pot rebre radiació de la superfície de la Terra (passiva), ja sigui reflectida pel Sol o emesa, o enviar radiació a la superfície i captar la reflexió (activa). Tots els instruments de teledetecció porten un sensor per capturar la intensitat de la radiació en finestres de longitud d'ona específiques, per recuperar una signatura espectral per a cada ubicació. L'estat físic i químic de la superfície determina l'emissivitat i la reflectància de totes les bandes de l'espectre electromagnètic, vinculant les mesures a les propietats físiques de la superfície. A diferència dels instruments passius, els instruments de teledetecció actius també mesuren el temps de viatge bidireccional del senyal; que s'utilitza per calcular la distància entre el sensor i la superfície de la imatge. Els satèl·lits de teledetecció sovint porten altres instruments que fan un seguiment de la seva ubicació i mesuren les condicions atmosfèriques.
La realització de mesures al mar és difícil i perillosa això fa que siguin escasses en comparació amb les mesures fetes a terra. Els satèl·lits d'observació de la Terra, en canvi, proporcionen  mesures sinòptiques de grans extensions de l'oceà de manera regular. La limitació principal de l'ús de satèl·lits per l'observació dels oceans és que aquests només permeten observar-ne la superfície o aquells fenòmens que tenen un reflex a la superfície del mar.
Les observacions de teledetecció, en comparació amb (la majoria) de les observacions físiques, són coherents en el temps i tenen una bona cobertura espacial. Com que l'oceà és fluid, està canviant constantment a diferents escales espacials i temporals. Captar la variació espacial de l'oceà amb teledetecció es considera extremadament valuós i es troba a la frontera de la investigació oceanogràfica. L'alta variabilitat de la superfície de l'oceà també és el factor determinista de les diferències entre la teledetecció terrestre i oceànica.

## Teledetecció de l'oceà

### Característiques
L'estat físic i químic d'una superfície o objecte té un impacte directe sobre l'emissivitat, la reflectància i la refractància de la radiació electromagnètica. Els sensors dels instruments de teledetecció capturen la radiació, que es pot traduir de nou per deduir les propietats fisicoquímiques de la superfície. El contingut d'aigua, la temperatura, la rugositat i el color són característiques que sovint es dedueixen de les característiques espectrals de la superfície. Un sensor d'un satèl·lit retorna el senyal compost per a una àrea determinada dins de la petjada anomenada cel·la, la mida de les cèl·lules úniques s'anomena resolució espacial. La resolució espacial d'un sensor ve determinada per la distància de la terra i l'amplada de banda disponible per a la transferència de dades. Un satèl·lit passa per la mateixa ubicació de manera consistent a través del temps amb el mateix interval anomenat temps de revisió o resolució temporal. Els sensors no poden tenir una resolució temporal i espacial molt alta, per la qual cosa s'ha de fer un compromís específic per a l'objectiu de la missió. Els sensors dels satèl·lits tenen errors de mesura, causats, per exemple, per interferències atmosfèriques, imprecisió de geolocalització i distorsió topogràfica. Els productes derivats complets de la teledetecció sovint utilitzen càlculs o algorismes simples per transformar la signatura espectral d'una cel·la a un valor físic. Tots els mètodes de transferència de dades espectrals tenen certs biaixos que poden contribuir als errors de mesura del resultat final. Sovint, les característiques de la superfície es poden deduir amb marges d'error molt baixos a causa de correccions de dades, utilitzant dades o models a bord i una traducció físicament correcta de les característiques espectrals a les característiques fisicoquímiques.